# 桃花峪黄河大桥
桃花峪黄河大桥是 郑云高速跨越黄河干流的一座悬索桥，大桥南端位于荥阳市广武镇桃花峪，北端位于武陟县圪垱店乡，于2013年9月27日通车。

## 设计
桃花峪黄河大桥从北向南依次包括北侧堤外引桥、跨大堤桥、北侧堤内引桥、副桥、主桥、南引桥，全长7702.89米。主桥为双塔三跨自锚式悬索桥，主跨为406米，标准宽度33米，建成时为世界上最大跨径的自锚式悬索桥，亦是当时黄河上唯一一座悬索桥。跨大堤桥采用（75＋135＋75=285）m变截面波形钢腹板三跨连续箱梁，副桥采用10孔80m变截面预应力混凝土刚构连续梁桥，堤内引桥采用50m等截面预应力混凝土连续梁桥，堤外引桥和南引桥采用30m先简支后连续预应力混凝土小箱梁桥。大桥桥面为双向6车道高速公路，设计行车速度为100公里/小时。

## 荣誉奖励
2015年获中国公路勘察设计协会公路交通优秀设计项目二等奖。